# Cichus (cràter)
Cichus és un cràter d'impacte que es troba a la part sud-oest de la Lluna, a la vora oriental del Palus Epidemiarum, just al nord-est i gairebé en contacte amb la vora del cràter Weiss, inundat de lava.

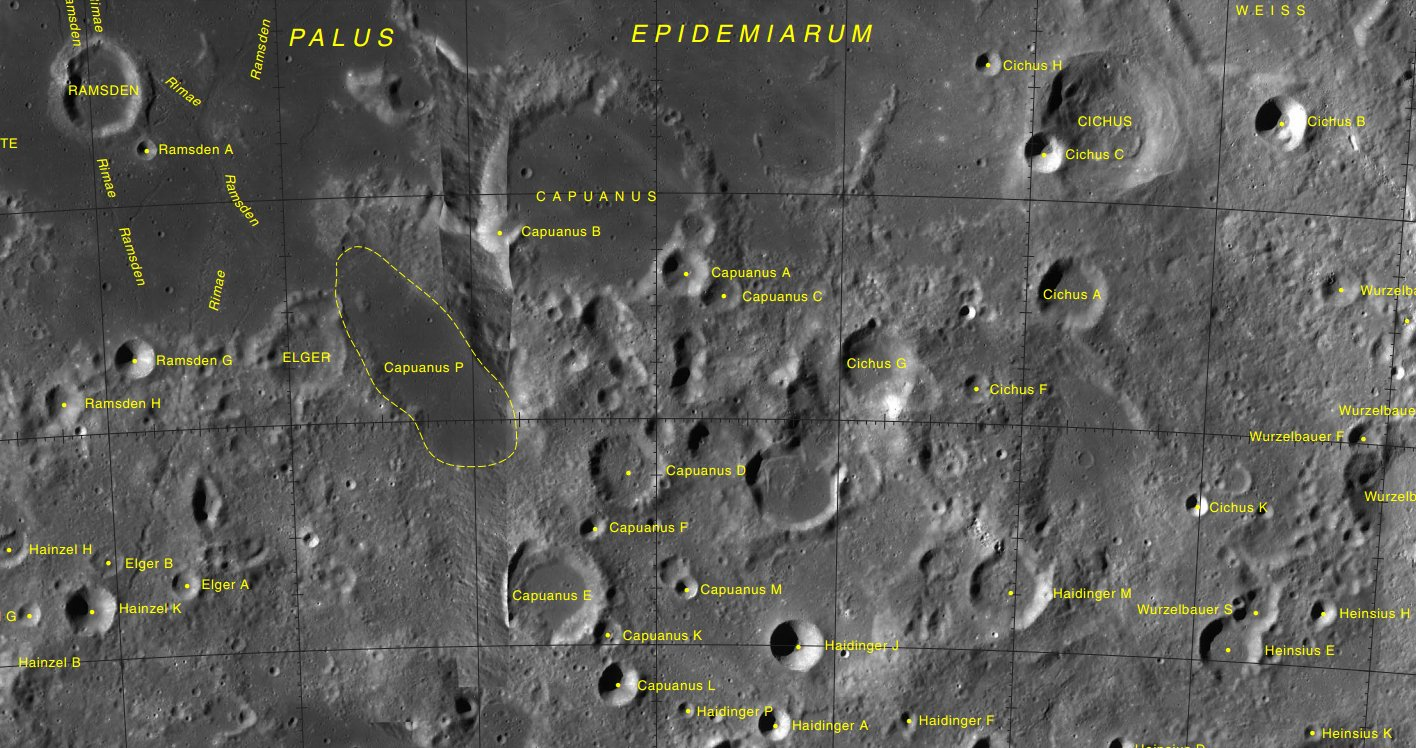
Localització de Cichus (superior dreta de la imatge)
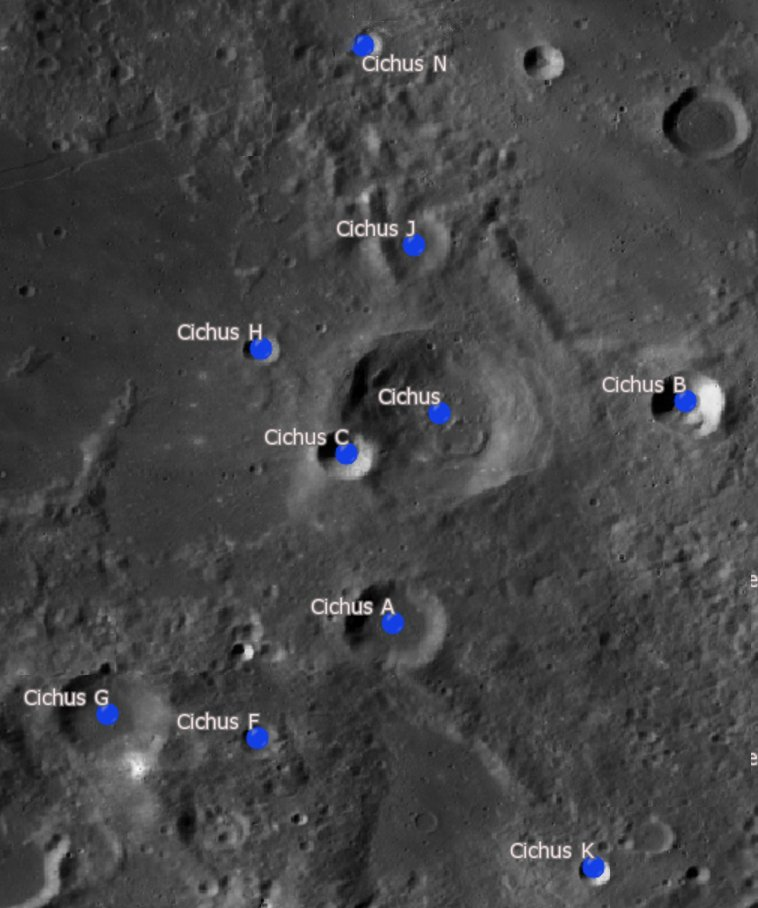
Cràters satèl·lit
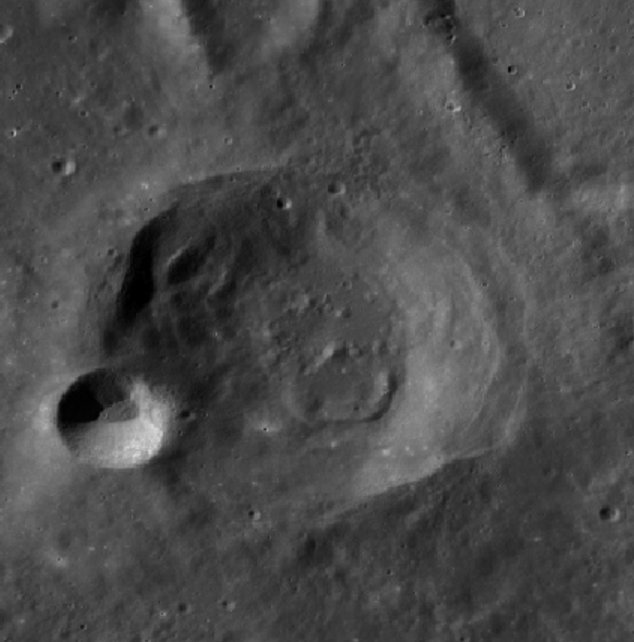
Fotografia de la missió Lunar Reconnaissance Orbiter

La vora d'aquest cràter només està lleugerament desgastadat, encara que el cràter Cichus C travessa la vora del costat sud-oest. Les seccions de la paret interior tenen terrasses, i el costat occidental és una mica més ample que el costat oriental. Diverses petites crestes es troben a tot el sòl interior. Un sistema de marques radials brillants del cràter Tycho situat al sud-est se situen tangencialment just al nord-est de la vora de Cichus.

## Cràters satèl·lit
Per convenció aquests elements són identificats en els mapes lunars posant la lletra en el costat del punt central del cràter que està més proper a Cichus.
| Cichus | Coordenades                          | Diàmetre |
| ------ | ------------------------------------ | -------- |
| A      | 34° 48′ S, 21° 24′ O / 34.8°S,21.4°O | 21 km    |
| B      | 33° 12′ S, 19° 18′ O / 33.2°S,19.3°O | 14 km    |
| C      | 33° 30′ S, 21° 48′ O / 33.5°S,21.8°O | 11 km    |
| F      | 35° 42′ S, 22° 24′ O / 35.7°S,22.4°O | 8 km     |
| G      | 35° 30′ S, 23° 30′ O / 35.5°S,23.5°O | 23 km    |
| H      | 32° 48′ S, 22° 24′ O / 32.8°S,22.4°O | 7 km     |
| J      | 32° 00′ S, 21° 18′ O / 32.0°S,21.3°O | 13 km    |
| K      | 36° 36′ S, 19° 54′ O / 36.6°S,19.9°O | 6 km     |
| N      | 30° 30′ S, 21° 42′ O / 30.5°S,21.7°O | 8 km     |